# The Century of the Self
The Century of the Self est une série documentaire britannique en quatre épisodes réalisé par Adam Curtis, sorti en 2002. Elle s'attache particulièrement à la figure de Edward Bernays, neveu de Sigmund Freud, qui développa, à partir des théories sur l'inconscient de son oncle, la discipline des relations publiques, menant à l'instrumentalisation du désir aux dépens des besoins et utilisant le besoin de réalisation personnelle comme moyen d'atteindre la croissance économique et le contrôle de la population.
Broadcast Award pour la meilleure série documentaire et récompense Longman/Histoire aujourd'hui du film historique de l'année.
Il a été distribué aux États-Unis par Art house cinema et choisi comme quatrième meilleur film de l'année par Entertainment Weekly.

## Fiche technique
- Titre français : The Century of the Self
- Réalisation : Adam Curtis
- Production : BBC
- Pays d'origine : Royaume-Uni
- Format : Couleurs - 35 mm
- Genre : documentaire
- Date de sortie :
  - Royaume-Uni : 17 mars 2002

## Épisodes
1. Happiness Machines
2. The Engineering of Consent
3. There is a Policeman Inside All Our Heads; He Must Be Destroyed
4. Eight People Sipping Wine in Kettering